# Westfälische Reihe
Als Westfälische Reihe oder bunte Reihe bezeichnet man eine gemischte Sitzordnung oder Sitzgruppierung, bei der Männer und Frauen bzw. Teilnehmer zweier Interessengruppen oder Verhandlungsparteien abwechselnd nebeneinander sitzen. Diese Mischung der Teilnehmer soll konfliktlösend und ausgleichend wirken.
In Westfalen wird allerdings unter einer Westfälischen Reihe eine gegenteilige Sitzordnung verstanden, bei der Frauen und Männer jeweils für sich getrennt eine Gruppe bilden. Die Bezeichnung für diese Aufteilung stammt aus der in Westfalen früher üblichen Kirchentradition, laut der auf der einen Seite des Kirchenschiffs die Männer saßen, während auf der anderen die Frauen Platz nahmen.
Heutzutage wird diese Sitzordnung in der Kirche üblicherweise nicht mehr praktiziert, ist jedoch auf Schützenfesten noch zu finden.